# Flying Junk
Flying Junk is een lied van 10cc. Het is afkomstig van hun derde album The Original Soundtrack. Het lied is geschreven door Gouldman en Stewart.
Het lied gaat over een heroineverslaafde en –handelaar (snow job), die de harddrug vanuit Singapore meeneemt naar de plaats waar hij handelt. Hij heeft geen genade voor de kopers, je kan niet “op de pof” kopen; geen geld geen waar. Hij was (destijds) een overblijfsel uit de vrije jaren 60 aldus de schrijvers. Anno nu weten we dat er weinig veranderd is sindsdien.

## Musici
- Lol Creme – akoestische gitaar, gitaar, piano, autoharp, achtergrondzang
- Kevin Godley – slagwerk, percussie, achtergrondzang
- Eric Stewart – eerste zangstem, gitaar, elektrische piano, piano
- Graham Gouldman – basgitaar, akoestische gitaar, zes snaren bas, autoharp, achtergrondzang.